# Evangelische Frauenarbeit in Deutschland
Die Evangelische Frauenarbeit in Deutschland (EFD) war von 1918 bis 2007 ein Dachverband von über 30 evangelischen Frauenorganisationen innerhalb der Evangelischen Kirche in Deutschland. 2008 fusionierte er mit der Evangelischen Frauenhilfe in Deutschland zum neuen Dachverband Evangelische Frauen in Deutschland e.V. (EFiD).
Besondere Aufmerksamkeit errang die EFD durch den Früchteboykott gegen südafrikanisches Obst, um gegen die Apartheid zu demonstrieren, weil sie hier auch deutlich politische Stellung bezog. Demonstrativ stellte sie sich hinter die durch Bannung im Jahr 1977 verbotene South African Black Women’s Federation, deren frühere Präsidentin und Soziologieprofessorin Fatima Meer selbst von dieser massiven Restriktion auf der Basis des Suppression of Communism Act betroffen war.
Der Verband war im Dachverband Deutscher Frauenrat aktiv.